# Enar Josefsson
Enar Josefsson, född 6 september 1916 i Tegelträsk, Åsele, död 18 december 1989 i Lits församling, Jämtland, var en svensk skidåkare. Han tävlade för Åsele IK 1945 - 49, Skellefteå SK 1950-54 och Östersunds SK 1955-57.
Josefsson vann stafettguld och två individuella silvermedaljer vid VM 1950 och blev olympisk bronsmedaljör i stafett vid OS i Oslo 1952.